# جيمي هاي
جيمي هاي (بالإنجليزية: Jimmy Hay)‏ (9 فبراير 1881 في المملكة المتحدة - 4 أبريل 1940) هو مدرب كرة قدم ولاعب كرة قدم بريطاني (وحمل سابقاً جنسية المملكة المتحدة لبريطانيا العظمى وأيرلندا) في مركز نصف الجناح. شارك مع منتخب اسكتلندا لكرة القدم. أما مع النوادي، فقد لعب مع نادي سلتيك ونيوكاسل يونايتد وAyr F.C. ‏ ورابطة كرة القدم الاسكتلندية الحادية عشر ‏ ونادي آير يونايتد.

## وصلات خارجية
- جيمي هاي على موقع الاتحاد الإسكتلندي (الإنجليزية)
- جيمي هاي على موقع ناشيونال فوتبول تيمز (الإنجليزية)